# Ferdinand Parpan
Ferdinand Parpan est un sculpteur français, né le 8 juillet 1902 à Alfortville et mort le  6 avril 2004 à Maisons-Alfort
.
Ses œuvres ont d'abord des sujets religieux, puis Parpan représente des animaux — il s'inscrit ici dans la ligne de Pompon — ou le nu féminin. Elles sont sculptées en taille directe sur bois ou pierre, et surtout en bronze coulé.
Une société "Atelier d'Art Ferdinand Parpan", créée en 2011 par son fils et ses petites-enfants, vise à perpétuer son œuvre sculpté et peint.  

## Ses débuts
Le père de Ferdinand Parpan pratique la sculpture comme activité professionnelle, et en apprend les bases à son fils encore enfant. La Première Guerre mondiale surprend Ferdinand quand il a douze ans et pensait entrer à l'École des Beaux-Arts. Jusqu'à dix-huit ans, il est apprenti chez un graveur, et cette proximité avec des artistes lui apprend à peindre.
En 1926, il ouvre son propre atelier et petit à petit se fait connaître.

## Expositions

### France
Parpan participe à de nombreuses expositions collectives.  Dès 1936 lui sont consacrées des expositions personnelles, à Paris et ailleurs en France.
- À partir des années 1950, il expose régulièrement, à Paris, au Salon de l'Art Libre et au Salon des Indépendants.
- 1951, Vézelay: Exposition d'art sacré .
- 1956: Paris, Salon de la Jeune sculpture
- 1958, 1963, 1965, Asnières : Salon d'Asnièrs
- 1970, Paris: Salon d'Automne
- 1994, Mairie du 16e arrondissement de Paris

Au cours des années, Parpan est sociétaire du Salon d'Automne, du Salon des Indépendants, de la Biennale internationale de formes humaines au Musée Rodin, du Salon Comparaisons, du Salon des Terres Latines et du Salon de l'Art Libre.

### Hors de France
- À la Maison des arts de Monte Carlo, il remporte un "prix de première place"[3]
- Il a également exposé dans de nombreuses galeries en Grande-Bretagne, en Allemagne, en Belgique, en Suisse et aux États-Unis.

## Reconnaissances
- Médaille d'argent de la Ville de Paris
- Médaille de vermeil de l'Ordre des Arts et des Lettres
- Prix européen de la Sculpture, 1991.

## Style de l'œuvre
Parpan a travaillé la pierre (marbre, albâtre, onyx), le bois (dont l'ébène), l'ivoire, et le bronze.
Il a sculpté de nombreuses œuvres religieuses, notamment un Christ en croix, une Vierge à l'Enfant, et une série de statues de musiciens.
Il a également sculpté des animaux, dont "L'oiseau en vol" et "Le chant du coq".
Ses formes en des figures simples, en plans distincts et lisses et en lignes nettes et élégantes, illustrent le classicisme moderne.

## Lieux notables
- atelier: 16, rue du Retrait, Paris
- Église Saint-François-de-Sales de Lyon: en 1957 est installé, entre le maître autel et l'orgue, un immense crucifix de Parpan[4]
- Église Notre-Dame de Nacqueville: statue de la Vierge en bois (1962)